# Манфред фон Рихтхофен
Манфред Албрехт Фрајхер фон Рихтхофен (Бреслау, 2. мај 1892 — Во сир Сом, 21. април 1918) је био немачки пилот у Првом светском рату. Са укупно 80 признатих ваздушних победа и данас се сматра „асом над асовима“.
Рихтхофен је имао много надимака. Немци су га звали Црвени борбени летач (der rote Kampfflieger). Французи су га звали Мали црвени (petit rouge), Црвени ђаво (le Diablo Rouge) или једноставно Џони. На енглеском говорном подручју био је познат под надимком Црвени витез (Red Knight) или Црвени барон (Red Baron). Надимак Црвени барон (Der Rote Baron) убрзо се усталио и у Немачкој и задржао се све до данас.

## Детињство и младост
Манфред фон Рихтхофен рођен је 2. маја 1892. године у граду Бреслау у Шлезији, Немачка (данас Вроцлав у Пољској). Када је имао 9 година, његова породица преселила се у Швајдниц (данас Свидница у Пољској). У својој младости Рихтхофен се активно бавио јахањем и ловом, тако да је по завршетку кадетске обуке 1911. године ступио у 1. Улански пук - Кајзер Александер III.
Са почетком Првог светског рата, Рихтхофен је као извиђач у свом коњичком пуку, учествовао у борбама и на Западном и на Источном фронту. Међутим, захваљујући митраљезима и бодљикавој жици коњица је изгубила своју првобитну улогу због чега је коришћена у рововском рату као обична пешадија. Дуги периоди неактивности и једноличност војничког живота у рововима мотивисали су Манфреда да поднесе захтев за пријем у немачко ратно ваздухопловство. Захтев му је ускоро одобрен и крајем маја 1915. године пребачен је у ваздухопловство.

## Пилотска каријера
Инспирисан случајним сусретом са немачких ловачким асом Освалдом Белкеом, Манфред је одлучио да и сам постане пилот. Касније ће управо Белке изабрати Рихтхофена у састав своје елитне ловачке ескадриле Јаста 2 (Jagdstaffel). Фон Рихтхофен је 17. септембра 1916. године остварио своју прву ваздушну победу изнад Камбреа у Француској.
После своје прве победе Рихтхофен је писао свом пријатељу који је био златар у Берлину и наручио да му изради сребрни пехар на којем је био угравиран датум када је остварио своју прву ваздушну победу као и тип авиона који је оборио. Ову традицију наставиће све до своје шездесете победе када је морао да је прекине због недостатка сребра у блокираној Немачкој.
Рихтхофен је, као и већина његових колега пилота на обе стране, био веома сујеверан. Никада није одлазио у борбу без пољупца вољене особе. Овај ритуал убрзо се проширио и међу осталим пилотима ловцима.
После своје 18. победе Рихтхофен је одликован највећим немачким војним одликовањем у Првом светском рату, Орденом за заслуге (Плави Макс) (Pour la Mérite). 23. новембра 1916. године оборио је британског аса Леноа Хокера познатог под надимком „британски Белке“. Током ове акције још увек је летео на авиону Албатрос . Ипак, после ове акције схватио је да му је потребан ловац који ће имати веће маневарске способности иако је то значило да ће максимална брзина бити мања. Међутим, Албатрос је био главни ловачки авион у наоружању немачког ратног ваздухопловства тако да ће наставити да лети на овом типу авиона све до средине 1917. године. Од септембра 1917. године летео је на новом трокрилном авиону Фокер  који ће у његовим рукама стећи славу скоро исту као и сам Црвени барон.

## Летећи циркус
У јануару 1917. године. Рихтхофен је преузео команду над Јастом 11, у чијем саставу су се налазили неки од најпознатијих немачких пилота које је у највећем броју случајева обучавао управо Црвени барон. Од априла 1918. године у саставу његове ескадриле налазио се и Ернст Удет.
Авиони Јасте 11 имали су црвене ознаке, док су неки били потпуно офарбани у црвену боју. Ескадрила је најчешће била смештена у шаторима како би била ближе линији фронта и како би лакше избегла непријатељска бомбардовања. Због оваквог имиџа Јаста 11 је добила надимак „Летећи циркус“ или „Рихтхофенов циркус“.
Рихтхофен је своју ескадрилу водио са невероватним успехом који је кулминирао током „крвавог Априла“ 1917. године. У овом периоду оборио је 20 британских авиона чиме је укупан број победа повећао на 52. У јулу исте године био је рањен у главу због чега није могао да лети неколико недеља. По опоравку постаје командант 1. ловачког јата (Jagdgeschwader 1) које је било састављено од ескадрила Јаста 4, 6, 10 и 11. По сведочењима његових потчињених, повреда главе оставила је трајне последице. Рихтхофен је често осећао мучнине и главобоље по повратку са летења, често је мењао расположење, па чак и борбену тактику. Упорност и тврдоглавост са којом је прогонио мету, не обазирући се на догађања око себе, што ће на крају и довести до његове погибије, није карактеристично за његов начин борбе који је примењивао пре рањавања.
Рихтхофен је био бриљантни тактичар али није био за вођу. Команду над другим ловачким јединицама примио је не зато што је то желео, већ зато што се то од њега очекивало. Његови потчињени описивали су га као издвојену и безосећајну особу која није имала смисла за хумор иако су неке његове колеге тврдиле супротно. Ово мишљење се још више уврежило након рањавања.
Према неким изворима у Немачкој је 1918. године владао ужасан страх да би погибија Рихтхофена, који је у међувремену постао национални јунак, задала ужасан ударац моралу нације. Због тога су га његови претпостављени замолили да се повуче, што је он одбио.
После Рихтхофенове смрти, априла 1918. године команда над Летећим циркусом додељена је Вилхелму Рајнхарду кога је сам Црвени барон изабрао за свог наследника. Рахнхард је командовао Летећим циркусом све до своје смрти у летачкој несрећи 3. јула 1918. године у Алдерсдорфу. После Рајхардове смрти команду над јединицом преузео је Херман Геринг који ће касније постати вођа немачке Луфтвафе.

## Погибија
Дана 21. априла 1918. године. Рихтхофен је погођен једним зрном калибра .303 (стандардна британска муниција коју су користиле и пушке и митраљези) док је летео изнад Морланкур гребена у близини реке Соме. Убрзо потом је умро. Непосредно пре него што је погођен Црвени барон је био у потери за британским Сопвит камелом којим је управљао канадски пилот, поручник Вилфрид „Воп“ Меј из 209. ескадриле РАФ-а. У исто време на репу Црвеног барона био је Мејов школски пријатељ, капетан Артур „Рој“ Браун; у тренутку када се Црвени барон окренуо да провери свој реп, тј. у правцу Брауна, погођен је метком који је долазио одоздо и са леђа и који је укосо прошао кроз његов грудни кош.
Рихтхофен је затим извео ужурбано, али контролисано слетање близу пута Брај-Корби, северно од села Во-сур-Сом, у сектору који су контролисале Аустралијске империјалне снаге. Његов Фокер није оштећен приликом слетања. Према неким изворима Рихтхофен је издахнуо неколико секунди након што се аустралијски војници стигли до авиона и последње што је изговорио било је kaputt (у слободном преводу „готов сам"). Међутим, преовлађујуће мишљење је да је Црвени барон издахнуо одмах након слетања.
Најближа јединица аустралијског ратног ваздухопловства, 3. ескадрила, преузела је одговорност за посмртне остатке Црвеног барона.
Савремени историчари сматрају да је Црвени барон највероватније пао као жртва противавионске ватре са земље, конкретно наредника Седрика Попкина из аустралијске 24. митраљеске чете. Попкин је једини отворио ватру са десне стране на Рихтхофенов авион, непосредно пре него што је слетео. Многи аустралијски пешадинци су такође пуцали на Рихтхофенов авион тако да постоји могућност да је неко од њих испалио смртоносни метак. Британски РАФ је обарање Рихтхофена приписао Брауну. Међутим, Црвени барон је поживео највише 20-30 секунди након рањавања, а Браун у овом периоду није отварао ватру на његов авион.
Командир 3. ескадриле, мајор Дејвид Блејк указао је на могућност да је Црвени Барон оборен дејством једног од његових пилота који су такође учествовали у борби тог поподнева. Након извршене аутопсије мајор Блејк је променио мишљење и постао је један од заговорника теорије да је смртоносни метак дошао са земље.
Манфред фон Рихтхофен сахрањен је 22. априла 1918. године уз све војне почасти, на гробљу у Бертанглеу у близини Амијена. После рата, посмртни остаци Црвеног барона су ексхумирани и пренети у породичну гробницу у Визбадену, Немачка.
O Манфреду фон Рихтхофен је до сада написано 17 књига и снимљено је 22 ТВ серије и филма